# Dirka po Italiji 1928
Dirka po Italiji 1928 (italijansko Giro d'Italia 1928) je 16. izvedba dirke po Italiji, tritedenske moške cestne kolesarske etapne dirke. Začela se je 12. maja v Milanu in končala 3. junija v Milanu. Sodelovalo je 298 kolesarjev iz šestih ekip in privatnih kolesarjev, kar je naveč v zgodovini dirke. Skupno zmago je tretjič osvojil Alfredo Binda (Legnano–Torpedo), drugo mesto Giuseppe Pancera (Touring-Pirelli), tretje pa Bartolomeo Aymo (Alcyon–Dunlop).

## Ekipe
- Alcyon–Dunlop
- Bianchi
- Diamant
- Legnano–Torpedo
- Touring
- Wolsit–Pirelli

## Etape
| Etapa | Datum    | Štart/Cilj         | Razdalja    | Tip         | Tip             | Zmagovalec                | Vodilni                   |
| ----- | -------- | ------------------ | ----------- | ----------- | --------------- | ------------------------- | ------------------------- |
| 1     | 12. maj  | Milano – Trento    | 233,1 km    |             | gorska etapa    | Domenico Piemontesi (ITA) | Domenico Piemontesi (ITA) |
|       | 13. maj  | dan počitka        | dan počitka | dan počitka | dan počitka     | dan počitka               | dan počitka               |
| 2     | 14. maj  | Trento – Forlì     | 312,6 km    |             | gorska etapa    | Alfredo Binda (ITA)       | Domenico Piemontesi (ITA) |
|       | 15. maj  | dan počitka        | dan počitka | dan počitka | dan počitka     | dan počitka               | dan počitka               |
| 3     | 16. maj  | Predappio – Arezzo | 148 km      |             | gorska etapa    | Alfredo Binda (ITA)       | Domenico Piemontesi (ITA) |
|       | 17. maj  | dan počitka        | dan počitka | dan počitka | dan počitka     | dan počitka               | dan počitka               |
| 4     | 18. maj  | Arezzo – Sulmona   | 327,9 km    |             | gorska etapa    | Alfredo Binda (ITA)       | Alfredo Binda (ITA)       |
|       | 19. maj  | dan počitka        | dan počitka | dan počitka | dan počitka     | dan počitka               | dan počitka               |
| 5     | 20. maj  | Sulmona – Foggia   | 254,6 km    |             | gorska etapa    | Alfredo Binda (ITA)       | Alfredo Binda (ITA)       |
|       | 21. maj  | dan počitka        | dan počitka | dan počitka | dan počitka     | dan počitka               | dan počitka               |
| 6     | 22. maj  | Foggia – Neapelj   | 248,3 km    |             | gorska etapa    | Domenico Piemontesi (ITA) | Alfredo Binda (ITA)       |
|       | 23. maj  | dan počitka        | dan počitka | dan počitka | dan počitka     | dan počitka               | dan počitka               |
| 7     | 24. maj  | Neapelj – Rim      | 275 km      |             | ravninska etapa | Domenico Piemontesi (ITA) | Alfredo Binda (ITA)       |
|       | 25. maj  | dan počitka        | dan počitka | dan počitka | dan počitka     | dan počitka               | dan počitka               |
| 8     | 26. maj  | Rim – Pistoia      | 323 km      |             | gorska etapa    | Albino Binda (ITA)        | Alfredo Binda (ITA)       |
|       | 27. maj  | dan počitka        | dan počitka | dan počitka | dan počitka     | dan počitka               | dan počitka               |
| 9     | 28. maj  | Pistoia – Modena   | 206 km      |             | gorska etapa    | Domenico Piemontesi (ITA) | Alfredo Binda (ITA)       |
|       | 29. maj  | dan počitka        | dan počitka | dan počitka | dan počitka     | dan počitka               | dan počitka               |
| 10    | 30. maj  | Modena – Genova    | 270 km      |             | gorska etapa    | Alfredo Binda (ITA)       | Alfredo Binda (ITA)       |
|       | 31. maj  | dan počitka        | dan počitka | dan počitka | dan počitka     | dan počitka               | dan počitka               |
| 11    | 1. junij | Genova – Torino    | 195,1 km    |             | gorska etapa    | Alfredo Binda (ITA)       | Alfredo Binda (ITA)       |
|       | 2. junij | dan počitka        | dan počitka | dan počitka | dan počitka     | dan počitka               | dan počitka               |
| 12    | 3. junij | Torino – Milano    | 251 km      |             | gorska etapa    | Domenico Piemontesi (ITA) | Alfredo Binda (ITA)       |
|       | Skupaj   | Skupaj             | 3044,6 km   | 3044,6 km   | 3044,6 km       | 3044,6 km                 | 3044,6 km                 |

## Končna razvrstitev

### Skupni seštevek
| Poz. | Kolesar                   | Ekipa           | Čas          |
| ---- | ------------------------- | --------------- | ------------ |
| 1    | Alfredo Binda (ITA)       | Legnano–Torpedo | 114h 15' 19" |
| 2    | Giuseppe Pancera (ITA)    | Touring         | + 18' 13"    |
| 3    | Bartolomeo Aymo (ITA)     | Alcyon–Dunlop   | + 27' 25"    |
| 4    | Victor Fontan (FRA)       | Wolsit–Pirelli  | + 31' 30"    |
| 5    | Egidio Picchiottino (ITA) | Alcyon–Dunlop   | + 36' 23"    |
| 6    | Aristide Cavallini (ITA)  | Bianchi         | + 40' 34"    |
| 7    | Amulio Viarengo (ITA)     | —               | + 52' 19"    |
| 8    | Albino Binda (ITA)        | Wolsit–Pirelli  | + 54' 53"    |
| 9    | Giovanni Brunero (ITA)    | Wolsit–Pirelli  | + 1h 13' 00" |
| 10   | Pietro Chesi (ITA)        | Bianchi         | + 1h 14' 07" |